# Abercorn Church

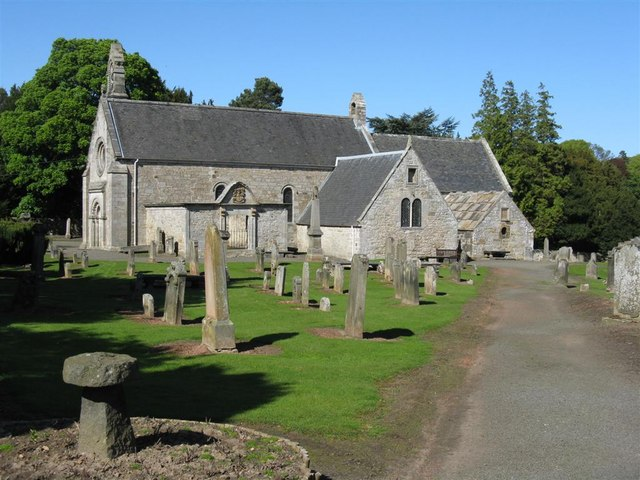
Abercorn Church

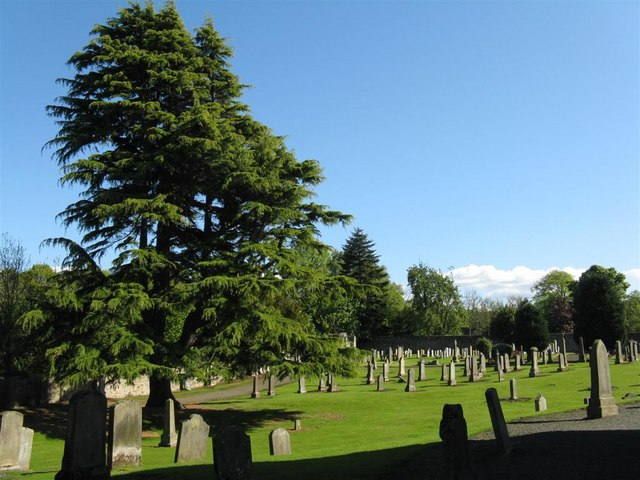
Umgebender Friedhof

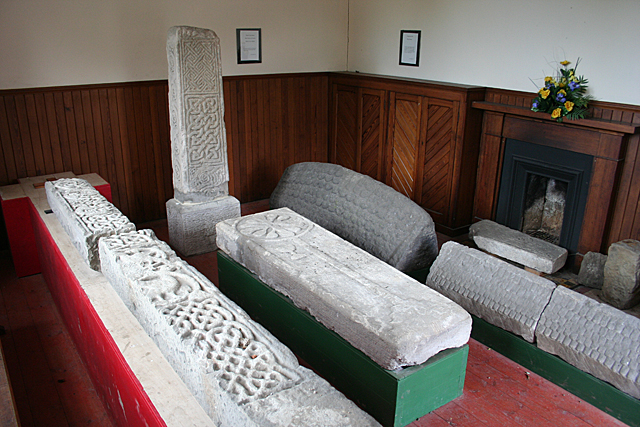
Ornamentierte Kreuzfragmente und Grabplatten

Die Abercorn Church ist ein presbyterianisches Kirchengebäude in der schottischen Ortschaft Abercorn in der Council Area West Lothian. 1971 wurde das Bauwerk in die schottischen Denkmallisten in der höchsten Denkmalkategorie A aufgenommen. Ferner sind insgesamt sieben ornamentierte Kreuzfragmente und Grabplatten als Scheduled Monuments klassifiziert. Das romanische Bauwerk liegt nahe dem Schloss Hopetoun House am Südufer des Firth of Forth und ist bis heute in Verwendung.

## Geschichte
Im 7. Jahrhundert gründeten Mönche, eventuell von Lindisfarne, ein Kloster an diesem Standort. Die Anlage von Aebbercurnig wurde unter anderem in den Aufzeichnungen von Beda dem Ehrwürdigen beschrieben. Um 685 wurde das Kloster wahrscheinlich temporär aufgegeben, möglicherweise infolge der Schlacht bei Dunnichen Mere, jedoch ab dem 8. Jahrhundert wieder genutzt. Aus dieser Zeit sind zahlreiche Kreuze erhalten. Oberflächlich sind heute keine Reste des Klosters mehr sichtbar. Teile der ovalen Anlage wurden jedoch eingehend archäologisch untersucht.
Die Abercorn Church wurde im späten 11. Jahrhundert am Standort des Klosters errichtet. Im Jahre 1597 wurde das Bauwerk zu weiten Teilen neu aufgebaut und nur wenige Fragmente der alten Kirche blieben erhalten. Im Laufe der Jahrhunderte wurden mehrfach Gebäude oder Gebäudeteile hinzugefügt. So stammt der Duddingstone Aisle der Lords of Abercorn aus den Jahren 1603 und 1612 und der Binns Aisle aus dem Jahre 1618. 1708 ließ die Familie Hope den Hopestoun Aisle errichten. 1893 wurde die Abercorn Church restauriert und teilweise überarbeitet. Insbesondere die Westfassade und der Innenraum wurden in diesem Zuge neu gestaltet. Die ausgeführten Arbeiten umfassten auch den Neubau des Glockenturmes.